# Chameau occidental
Genre
Espèce
Le Chameau occidental, ou Camelops hesternus (signifiant littéralement Chameau d’hier), est une espèce éteinte de Camelidae du genre Camelops, endémique de l'Amérique du Nord. Il faisait partie de la mégafaune du Pléistocène. Il a disparu il y a environ 10 000 ans.

## Historique
Camelops hesternus fut décrit pour la première fois par Joseph Leidy en 1873.

## Description
Cette espèce était légèrement plus grande que les chameaux actuels, avec un corps plus allongé, une hauteur au garrot de plus de 2 m, et pesant jusqu’à 800 kg. Sa denture laisse penser qu'il s'agissait d'un herbivore généraliste.

## Aire géographique
Les fossiles ont été trouvés principalement dans l'Ouest des États-Unis, par exemple à Rancho La Brea, mais aussi jusqu’au Yukon, au Canada.

## Phylogénie
Sa plus grande proximité phylogénétique avec les chameaux et dromadaires de l’Ancien Monde ou les Lamas sud-américains est incertaine.

## Extinction
Des indices montrent que cette espèce a fait l’objet de chasse par les Paléoindiens de la culture Clovis.